# 阿尔特多夫

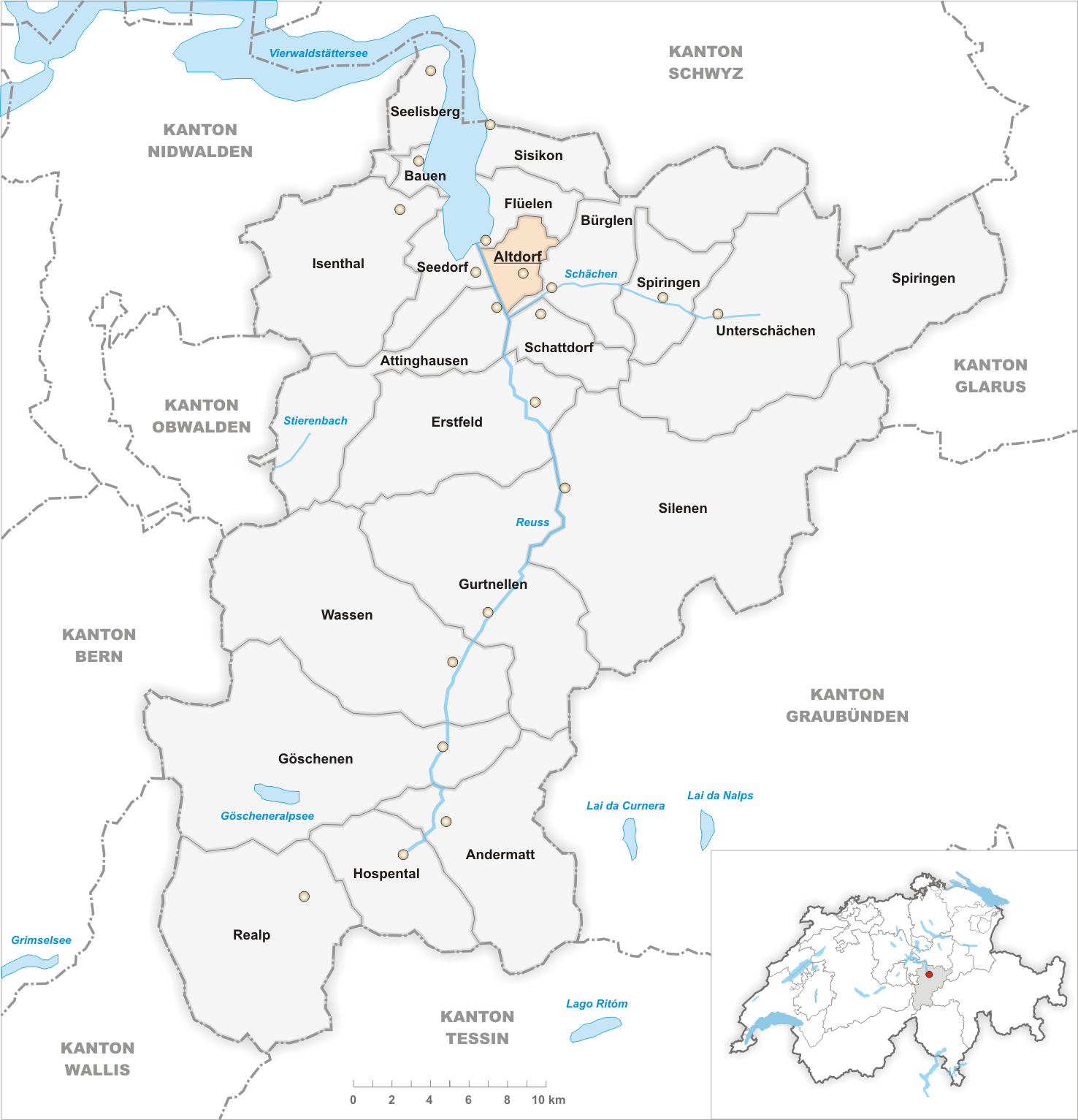
阿尔特多夫市地图

阿爾特多夫 （德語：Altdorf，意為“舊村莊”）是位於瑞士联邦中部的一個市镇。阿爾特多夫是烏里州的首府所在地。全市面積为10.23平方公里，海拔高度458米，2017年12月31日人口为9,273人。

## 外部連結
- 阿尔特多夫市官网 （页面存档备份，存于） （德文）
- 阿尔特多夫照片